# ترجمة القرآن

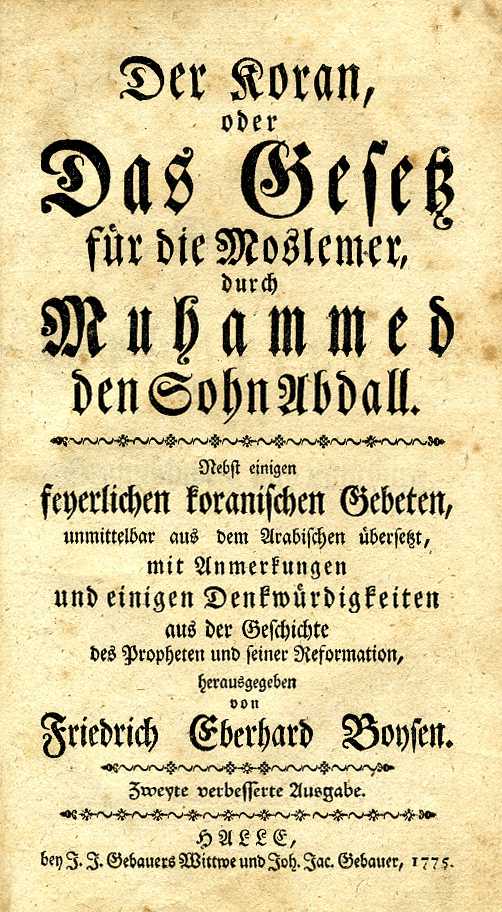
صفحة العنوان للتّرجمة الألمانية من القرآن الكريم

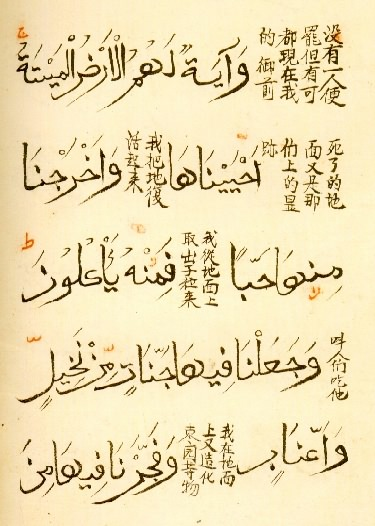
ترجمة القرآن الكريم إلى اللغة الصينية

ترجمات القرآن الكريم هي تفسيرات لمعاني القرآن إلى لغات غير العربية. وقد ترجم إلى أكثر اللّغات الأوروبية والآسيوية والأفريقية. قد سبق الإیرانيين و‌الفرس في ترجمة القرآن الی الفارسیة وهي لغتهم الأم وإلی سائر الألسن حتی ألسن الأفریقیة والأمریکیة.

## المراحل التي مرت بها ترجمة القرآن
يمكن  القول بداية إن الترجمات الأوربية للقرآن الكريم قد مرت بأربع مراحل متداخلة، نُجملها وَفْقَ الآتي:
- المرحلة الأولى: مرحلة الترجمة من اللغة العربية إلى اللاتينية، وامتدت هذه المرحلة من القرن الحادي عشر الميلادي إلى القرن الثاني عشر منه. بدأها فريق الترجمة الذي شكله بطرس المحترم والمكون من روبرت أوف تشستر وهرمان الدلماطي ومجموعة من العرب.
- المرحلة الثانية: مرحلة الترجمة من اللاتينية إلى اللغات الأوروبية.
- المرحلة الثالثة: مرحلة الترجمة من اللغة العربية مباشرة إلى اللغات الأوربية عن طريق المستشرقين ومن سار في فلكهم.
- المرحلة الرابعة: مرحلة دخول المسلمين ميدان الترجمة إلى اللغات الأوربية، واتصفت بعض هذه الترجمات بالعلمية، وشيء من الموضوعية، وقد بلغت ما يزيد عن 45 ترجمة كاملة سوى ما كان من الترجمات الجزئية.

## حكم ترجمة القرآن
يقول محمد بن الحسن الحجوي الثعالبي في كتابه «حكم ترجمة القرآن الكريم»: «زُعم أن الإسلام ألزم الناس العربية وتعلمها، ونَبَذَ ألسنتهم ومنعهم من ترجمة القرآن العظيم، وهذه الشنعة تكفل بردها والتشنيع بها كتابي (جواز ترجمة القرآن) فقد برهن فيه على أن الدين لا يلزم الأمم التي دخلت في الإسلام التكلم بالعربية، بدليل بقائها إلى الآن تتكلم بألسنها، وما منع ترجمة القرآن أصلاً ولا ورد المنع في كتاب ولا سنة ولا إجماع ولا قياس».
وقال أيضاً: «إن ترجمته من الأمور المرغب فيها، بل يضح لنا أن نقول: إنها من فروض الكفاية التي يجب على الأمة القيام بها، فإذا قام بها البعض سقط عن الباقين، وإن لم يقم بها أحد أثم الكل، برهان ذلك: انه تبليغ عن رسول الله صلى الله عليه وسلم الذي قال:»… فليبلغ الشاهد الغائب«. وقال» بلغوا عني ولو آية«. وقد أوجب الله على رسوله التبيلغ فقال: {يا أيها الرسول بلغ ما أنزل إليك من ربك وإن لم تفعل فما بلغت رسالته} [المائدة: 67] فهو بلاغ للعرب بلسانهم {وما أرسلنا من رسول إلا بلسان قومه} [إبراهيم: 4] ويجب على العرب أن ينوبوا عنه، ويبلغوا لغيرهم من الأمم، فلذا قال لهم:» بلغوا عني ولو آية«ولا يمكن التبليغ لجميع الأمم إلا بالترجمة إلى لسانهم».

## الترجمات الإنجليزية
- محمد عبد الحليم سعيد (بالإنجليزية: Muhammad A.S. Abdel Haleem) تُعتبر واحدة من أفضل الترجمات الإنجليزية المعاصرة.[3]
- محمد مارمادوك بكتال (بالإنجليزية: Muhammad Marmaduke Pickthall)‏[4] أبرز أعماله على الإطلاق تلك الترجمة - التي بدأها في حيدر آباد واستكملها في مصر- لمعاني القرآن الكريم إلى اللغة الإنجليزية بالتعاون مع بعض علماء الأزهر، فكانت ترجمته أول ترجمة لمعاني القرآن الكريم يكتبها بالإنجليزية مسلم، حيث كانت الترجمات الموجودة بتلك اللغة من صنع المستشرقين أو القساوسة، وهؤلاء بالطبع حرفوا الكلم عن موضعه إما عن عمد أو جهل.[5]
- عبد الله يوسف علي (بالإنجليزية: Abdullah Yusuf Ali)‏ وهذه الترجمة كان يستخدمها الشيخ أحمد ديدات في مناظراته، وينصح الجميع باستخدامها. وأهم ما يميز هذه الترجمة هو احتوائها على تفسير سهل وبسيط لمعظم الآيات.
- توماس بالنتين إرفينغ (حاج تعليم علي أبو نصر) (بالإنجليزية: Thomas Ballantine Irving)‏ أول من ترجم القرآن الكريم إلى اللغة الإنجليزية الأميركية في عام 1985. وقد اسلم إرفينغ الذي كان يجيد اللغات الإنجليزية الأمريكية، والعربية والإسبانية في عام 1950 أي في الخامسة والثلاثين من عمره بمدينة «تورنتو» الكندية.[6]
- محمد محمود غالي (بالإنجليزية: Muhammad Mahmud Ghali)‏ هو أول عربي يترجم القرآن الكريم ترجمة كاملة.[7]
- مؤسسة آل البيت الملكية للفكر الإسلامي (بالإنجليزية: Royal Aal al-Bayt Institute)‏[8]
- طلال عيتاني (بالإنجليزية: Talal Itani)‏[9] وهذه الترجمة اعتمد فيها المترجم على الاجتهاد، وينصح بها للمبتدئين وصغار السن.
- نور الدين أوزونوغلو (بالإنجليزية: Nurettin Uzunoğlu)‏[10]
- علي أونال (بالإنجليزية: Ali Ünal)‏[11] تقدم هذه الترجمة النص العربي بالإضافة إلى التفسير والتعليق في معظم الآيات، مع استخدام اللغة الإنجليزية الحديثة في الترجمة والتعليقات، وبيان الإعجاز العلمي في القرآن، وذكر أسباب النزول.[12]
- نذير أحمد (بالإنجليزية: Nazeer Ahmed)‏[13]
- أَمَةُ الرحمن عمر (بالإنجليزية: Amatul Rahman Omar)‏[14] أول امرأة تترجم القرآن الكريم إلى اللغة الإنجليزية. وقد اهتمت هذه الترجمة بتوضيح مفهوم الجهاد في الإسلام لغير المسلمين على وجه الخصوص، وبينت أنه شرع للدفاع عن النفس فقط، وأن الإسلام هو دين السلام والحرية، لا يُكره أحداً على اعتقاد ما لا يقبله عقله وضميره.
- صحيح إنترناشيونال [الإنجليزية] (بالإنجليزية: Sahih International)‏ قام فريق من ثلاث نساء أمريكيات اعتنقوا الإسلام بترجمة معاني القرآن، يتكوَّن الفريق من: أمينة أسامي (أم محمد) (بالإنجليزية: Umm Muhammad, Aminah Assami)‏، وأمَة الله بانتلي (بالإنجليزية: Amatullah J. Bantley)‏، وماري كندي (بالإنجليزية: Mary M. Kennedy)‏. ولدت أم محمد في كاليفورنيا الجنوبية عام 1940، واعتقنت الإسلام عام 1974 في سوريا، في عام 1981 انتقلت إلى المملكة العربية السعودية، وتولَّت تدريس التفسير والفقه الأساسي بالمركز الإسلامي في جدة منذ 1991، قامت بتأليف ومراجعة أكثر من 80 كتابًا إسلاميًّا مكتوبًا بالإنجليزية معظمها من إصدارات دار «أبو القاسم»، وتعيش مع زوجها في مدينة جدة، ولديها أبناء متزوِّجون، وأحفاد يعيشون في أماكن متفرِّقة مِن العالم.[15] وهذه الترجمة مبنية على ترجمة محمد تقي الدين الهلالي ومحمد محسن خان.[بحاجة لمصدر]
- محمد التقي الدين الهلالي ومحمد محسن خان، هذه الترجمة مبنية على تفسير الطبري والقرطبي وابن كثير. وقد طٌبعت هذه الترجمة طبعات كثيرة، أولها في إسطنبول عام 1974م وأخرى في شيكاغو عام 1977م[16]، وانتشرت في مراكز إسلامية كثيرة، وفي مساجد السعودية، وطبعها مجمع الملك فهد لتوزيعها على المسلمين[17]، وأوصى بها باحثون لتميزها بالسلامة العقدية[18]، ولكن نقد بعض المسلمين وغيرهم هذه الترجمة نقداً شديداً، لأنّهم يرون أنها تحتوي تفسيرات متطرفة وراديكالية ومائلة الي العنف[19][20]
- سيد فيكار أحمد (بالإنجليزية: Syed Vickar Ahamed)‏ تمت مراجعتها واعتمادها من قبل مجمع البحوث الإسلامية بالأزهر والمركز الإسلامي بماليزيا (بالإنجليزية: (Pusat Islam (Center for Islam)‏.[21][22] تحتوي الترجمة على مقدمة للدكتور ذاكر نايك.[23]
- مصطفى خطاب (بالإنجليزية: Mustafa Khattab)‏ مصري-كندي له باع طويل في الترجمات الإسلامية، حيث شارك في أول ترجمة لصلاة التراويح على الهواء مباشرة من المسجد الحرام بمكة والمسجد النبوي بالمدينة بين عامي 2002-2005م.[24] وهي ترجمة موضوعية سليمة كتبت بلغة عصرية، وتناسب حديثي الإسلام من غير الناطقين بالعربية. تمت الموافقة والمصادقة عليها رسمياً من قبل عدة هيئات وشخصيات منها: مجمع البحوث الإسلامية بالأزهر، الجمعية الإسلامية لأمريكا الشمالية، مجلس الأئمة الكندي، ياسر قاضي، جمال بدوي، صهيب ويب، حمزة تزورتزس، ودكتور صلاح الصاوي الأمين العام لمجمع فقهاء الشريعة بأمريكا، وآخرون.[25]
- مُشَرَّف حسين (بالإنجليزية: Musharraf Hussain)‏ وافقت دار الإفتاء المصرية على هذه الترجمة بعد قضاء سنة في مراجعتها. جاء الدكتور إبراهيم نجم - مستشار مفتي الجمهورية والأمين العام للأمانة العامة لدور وهيئات الإفتاء في العالم - لزيارة المترجم شخصياً لإعطائه شهادة الموافقة في عام 2017م.[26]
- طريف الخالدي (بالإنجليزية: Tarif Khalidi)‏[27]
- قرآن الدراسة، ألّفه حسين نصر.

### ترجمات محرفة
ترجمات القاديانيين والقرآنيين (منكري الحديث النبوي) وغيرهم:
- محمد أسد (بالإنجليزية: Muhammad Asad)‏[28] حذر الشيخ أحمد ديدات من استخدام هذه الترجمة.[29]
- شير علي (بالإنجليزية: Sher Ali)‏[30]
- أحمد رضا خان البريلوي (بالإنجليزية: (Ahmed Raza Khan (Barelvi)‏[31][32][33][34][35]
- رشاد خليفة (بالإنجليزية: Rashad Khalifa)‏[36][37]
- شبير أحمد (بالإنجليزية: Shabbir Ahmed)‏[38] هذا المترجم من جماعة القرآنيين (منكري الحديث النبوي).
- أديب يوكسل (بالإنجليزية: Quran: A Reformist Translation, by Edip Yuksel, Layth al-Shaiban and Martha Nafeh-Schulte)‏[39]
- (بالإنجليزية: The Qur'an: A Monotheist Translation by The Monotheist Group)‏[40]
- محمد طاهر القادري (بالإنجليزية: Muhammad Tahir-ul-Qadri)‏[41][42]

### ترجمات غير المسلمين
- آرثر آربري (بالإنجليزية: Arthur John Arberry)‏
- إدوارد هنري بالمر (بالإنجليزية: Edward Henry Palmer)‏
- جورج سيل (بالإنجليزية: George Sale)‏
- جون ميدوس روديل (بالإنجليزية: John Medows Rodwell)‏
- نعيم جوزيف داوود (بالإنجليزية: N. J. Dawood)‏
- شومي أوكاوا

## الترجمات الفرنسية
- محمد حميد الله (بالفرنسية: Muhammad Hamidullah)‏[43]
- محمد شيادمي (بالفرنسية: Mohammed Chiadmi)‏[44]

## الترجمات الألمانية
- محمد أحمد رسول (بالألمانية: Muhammad Ahmad Rassoul)
- فرانك بوبنهايم (عبد الله الصامت) ونديم إلياس (بالألمانية: Frank Bubenheim und Nadeem Elyas)
- أمير محمد أديب زيدان (بالألمانية: Amir Muhammad Adib Zaidan) ويعد أمير محمد أديب زيدان، وهو سوري الأصل والجنسية، أحد أبرز علماء الشريعة في الغرب الناطقين بالألمانية، حيث يعكف منذ عقد ونصف على تأليف العديد من الكتب الإسلامية العلمية المتخصصة باللغة الألمانية. وكان زيدان قد حصل في عام 2000 على مرتبة «الكامل في التفسير» التي تعادل درجة الماجيستير في علوم القرآن من جامعة حيدر آباد الهندية.

وأثناء إقامته في ألمانيا، التي قدم إليها من سوريا في عام 1983، أسس زيدان الهيئة الدينية الإسلامية في ولاية هيسن، كما أشرف على إصدار وتحرير «صحيفة الجمعة» الناطقة بالألمانية. وهناك أسس أيضاً معهداً خاصاً لتعليم العلوم الشرعية باللغة الألمانية. ثم انتقل للإقامة بالنمسا في عام 2003؛ حيث يعمل كأستاذ لمادة الحديث والعقيدة في كلية معلمي التربية الدينية الإسلامية بفيينا، كما يترأس المعهد التربوي الإسلامي الرسمي بالعاصمة النمساوية فيينا، والمعني بالتدريب المستمر لمدرسي التربية الإسلامية العاملين في المدارس النمساوية الرسمية.

## الترجمات الإيطالية
- حمزة روبرتو بيكاردو (بالإيطالية: Hamza Roberto Piccardo)‏

## الترجمات البرتغالية
- حلمي محمد إبراهيم نصر (بالبرتغالية: Helmi Muhammad Ibrahim Nasr‏) أستاذ الدراسات الإسلامية في جامعة ساو باولو.

## الترجمات الرومانية
- جورج غريغوري (بالرومانية: George Grigore) مترجم وأستاذ اللغة العربية في جامعة بوخارست.

## الترجمات الإسبانية
- دار النشر الإسلامي الدولي (بالإسبانية: IIPH - International Islamic Publishing House)‏[46][47]
- رابطة الطلاب المسلمين في جامعة ولاية أوريغون (بالإسبانية: La Asociación Estudiantil Musulmana de Oregon State University)‏
- عبد الغني ميلارا نابيو (بالإسبانية: Abdel Ghani Melara Navío)‏[48] وقد تمت مراجعة الترجمة من قبل اللجنة العلمية بمجمع الملك فهد لطباعة المصحف. ملحوظة: تحتوي هذه الترجمة على بعض التفسيرات المتطرفة حول مفهوم الجهاد والنسخ في القرآن.

## الترجمات السويدية
- محمد كنوت برنستروم (بالسويدية: Mohammed Knut Bernström) دبلوماسي سويدي سابق، اعتنق الإسلام وصاحب خبرة طويلة بشؤون العالم العربي.[49]

## الترجمات البلغارية
- تسفيتان تيوفانوف (بالبلغارية: Цветан Теофанов)‏ أستاذ الأدب العربي في جامعة صوفيا ببلغاريا، ورئيس قسم اللغة العربية وعميد كلية اللغات الكلاسيكية والحديثة، اعتنق الإسلام وهو أول من ترجم القرآن الكريم من الأصل العربي إلى اللغة البلغارية، يذكر ان القرآن الكريم سبق وان تُرجم إلى البلغارية، لكن ليس من الأصل العربي وانما من التركية والروسية والألمانية، كما ان ترجمة الدكتور تيوفانوف تتميز عن التراجم السابقة باعتمادها على كتب التفسير.[50]

## الترجمات الروسية
- إيمان فاليريا بوروخوفا (بالروسية: Иман Валерия Порохова) كاتبة وباحثة روسية، اعتنقت الدين الإسلامي، أول مترجمة لمعاني القرآن الكريم إلى اللغة الروسية والتي تم الاعتراف بها من قبل أكاديمية العلوم الإسلامية في جامعة الأزهر في القاهرة. خريجة معهد اللغات الأجنبية، وكذلك كلية الفلسفة بجامعة موسكو الحكومية. عضو في الأكاديمية الروسية للعلوم الطبيعية، أستاذة في جامعة القاهرة، عضو اتحاد الكتاب الروس، عضو أكاديمية العلوم الإنسانية. حائزة على ميدالية «من اجل الوحدة الدينية» من الإدارة الدينية لمسلمي الإقليم الأوروبي من روسيا.[51]

عاشت بين دمشق وريفها أكثر من 10 سنوات مع زوجها الطبيب محمد الرشد من مدينة دير عطية في ريف دمشق، والد زوجها الشيخ سعيد من علماء القلمون في سورية ولديه مكتبة غنية بتفاسير القرآن الكريم. شكّل شيخ الأزهر السابق الدكتور جاد الحق علي جاد الحق لجنة من خمسة أشخاص: ثلاثة عرب وروسيَان مسلمان يعرفون اللغتين بشكل جيد لمراجعة الترجمة. قالت فاليريا:«أرسل الشيخ زايد بن سلطان رحمه الله رسالة إلى أكاديمية الأزهر، حيث أراد أن يتأكد من صحة وسلامة الترجمة، وبعد تأكيد الأزهر لسلامة الترجمة تمت طباعة 25 ألف نسخة بتمويل من الشيخ زايد، وكل صحف الإمارات وقتها كتبت: الشيخ زايد يطبع 25 ألف نسخة بالروسية من ترجمة إيمان فاليريا بوروخوفا، وتمت حتى الآن طباعة نصف مليون نسخة والحمد لله، حيث قام الكثير بطباعة ترجمتنا مثل الشيخ عبدالله الغرير من دبي، وكذلك محسنون من السعودية والكويت وقطر وكازاخستان وداغستان».
- محمد نوري عثمانوف (بالروسية: Магомед-Нури Османович Османов) وهو عالم من جمهورية داغستان، أستاذ في كلية التاريخ ورئيس كلية الدراسات الشرقية في جمهورية داغستان، عمل نوري عثمانوف لمدة عقدين من الزمن على ترجمة معاني القرآن الكريم.

تقول انّا دولينا بروفسيرة قسم الآداب العربية للكلية الشرقية لجامعة بطرسبورغ، لقد اراد نوري عثمانوف ان تكون الترجمة مفهومة جداً للمسلم المعاصر، وللانسان الذي يجهل اللغة العربية. لقد ترجم بلغة روسية جيدة مع استخدام تعابير ومفردات تسهل عملية الفهم، كما جاء النص متماسكاً ومفهوماً. وقد تم انجاز عمل كبير في تحرير الترجمة، حيث شارك فيها علماء الدراسات الإسلامية المعروفين في موسكو وبطرسبورغ، بما في ذلك على سبيل المثال، المدير الحالي لمعهد الاستشراق البروفيسور فيتالي نعومكين وهذا يعني انه تم انجاز عمل اكاديمي جدي في هذا المجال، كما تقول انا دولينا.
- سمية العفيفي وعبد السلام المنسي (بالروسية: Сумайя Мухаммад Афифи & Абдель Салям эль-Манси) د. سمية عفيفي أستاذة اللغة الروسية بقسم اللغات السلافية بكلية الألسن جامعة عين شمس، وتمت الترجمة تحت إشراف الأزهر، ووزارة الأوقاف المصرية، والمركز الأعلى للشؤون الإسلامية، ولاقت هذه الترجمة قبولاً واستحسانًا لدى الشعوب الناطقة بالروسية.[54][55] ولابد من الإشارة إلى ان غالبية التراجم إلى الروسية تمت من لغات آخرى غير العربية، وتستثني من ذلك ترجمة سابلوكوف وكراتشكوفسكي والباحثين المصريين المنسي والعفيفي.[56]
- إلمير كولييف (بالروسية: Эльми́р Рафаэ́ль оглы́ Кули́ев) قضت محكمة روسية في مدينة نوفوروسيسك بجنوب روسيا بحظر الترجمة التي أعدها الباحث الأذربيجاني إلمير كولييف ونشرت في السعودية عام 2002 لأنها تنتهك القانون الفيدرالي الذي يحظر نشر مواد متطرفة، بسبب وجود تأويلات وتفسيرات لمفهوم الجهاد فيها، يؤدِّي إلى خلق أجواء التطرّف، وتأسيس التربة الخصبة لها.[57] ثم فيما بعد رفع القضاء الروسي الحظر عن الترجمة بعد حظرها لمخالفتها المادة 282 من القانون الجنائي.[58]

## الترجمات التركية
- إلماليلي محمد حمدي يازير ((بالتركية: Elmalılı Muhammed Hamdi Yazır)‏)[59][60]
- علي بولاج ((بالتركية: Ali Bulaç)‏)[61]

## الترجمات الألبانية
- شريف أحمدي (بالألبانية: Sherif Ahmeti) الشيخ شريف أحمدي ولد في كوسوفا عام 1920، وتوفى بها عام 1998.
- فاتي مهديو (بالألبانية: Feti Mehdiu) وكانت أول طباعة كاملة لترجمة القرآن باللغة الألبانية تمّت عام 1985م، وهي التي قام بها فاتي مهديو أستاذ الدراسات الإسلامية والعربية بجامعة بريشتينا، وتم تداول هذه الترجمة فقط وسط ألبان إقليم كوسوفا، والألبان المهاجرين في الخارج، بينما لم تتح الفرصة للألبان في دولة ألبانيا تداول هذه الترجمة نتيجة منع النظام الشيوعي آنذاك أي مظهر من مظاهر الدين وتعلمه. وفي عام 2000م أعيد طباعتها بإقليم كوسوفا.[62]
- حسن أفندي ناهي (بالألبانية: Hasan Efendi Nahi)

## الترجمات الإندونيسية
- محمود يونس

## الترجمات إلى اللغة الصينية
- في عام 1980 أصدرت الأكاديمية الصينية للعلوم الإجتماعية ترجمة معاني القران الكريم إلى اللغة الصينية التي قام بها الشيخ محمد مكين. وفي عام 1986 وطبعه مجمع الملك فهد لطباعة المصحف الشريف مترجم بالمعاني إلى الصينية وتم اهداءها للحجاج [63]
- هناك ترجمات سابقة ولاحقه لترجمة الشيخ محمد مكين لكنها غير منتشره منها (ترجمة تييه جينغ -  ترجمة خا تونغ - الترجمات الثلاث لوانغ دجينغ دجاي - ترجمة ليو جين بياو - ترجمة يانغ جينغ شيو - ترجمة شه تزه تشو - ترجمة لين سونغ (الترجمة المسجوعة للقران الكريم) - ترجمة تونغ داو تشونغ - ترجمة تشو تشونغ شي عام 1990) [64]

## الترجمة إلى اللغة الأويغورية
- محمد صالح الكاشغري الأرتوچـي ترجم القرآن الكريم إلى اللغة الأويغورية (1939 - 2018) [65] ونشرت في الصين عام 1986 [66]

## الترجمات إلى اللغة القاقازية
ترجم عبد الله العزيز ومحمود معاني القران الكريم إلى لغة القاقاز وأصدرتهما دار النشر القومية ببكين في عام 1987 وعام 1989 على التوالى

## مزيد من القراءة
- عبد النبي ذاكر، «قضايا ترجمة القرآن»، وكالة «شراع» لخدمات الإعلام والاتصال، طنجة، 1998
- عبد العزيز محمد عثمان، «ترجمة القرآن الكريم: بين واقعنا المعاش ومستقبلنا المنشود»، الجامعة الإسلامية، حيدرآباد، 1992
- محمد مصطفى المراغي، «بحث في ترجمة القرآن الكريم وأحكامها»، دار الكتاب الجديد، بيروت، 1981 (صدرت الطبعة الأولى منه في القاهرة عام 1936)
- محمد صالح البنداق، «آراء حول ترجمات القرآن الكريم»، دار الوفاق، القاهرة، 1980
- عبد الله شحاته، «ترجمة القرآن»، دار الاعتصام، القاهرة، 1980
- صبحي صالح، «ترجمة معاني القرآن الكريم إلى اللغة الفرنسية»، دار الكتاب المصري، القاهرة، 1999
- عبد الله يوسف علي، «ترجمة معاني القرآن الكريم إلى اللغة الإنكليزية»، دار اللواء، الرياض
- أحمد إبراهيم مهنا، «دراسة حول ترجمة القرآن الكريم»، مطبوعات الشعب، القاهرة، 1978
- محمد صالح البنادق، «المستشرقون وترجمة القرآن الكريم»، دار الآفاق الجديدة، بيروت، 1983

## وصلات خارجية
- حكم ترجمة القرآن - الهيئة العامة للشؤون الإسلامية والأوقاف بدولة الإمارات
- مشروع القرآن أونلاين
- Quran Translations
- Islam Awakened